# Çan
Çan je město a distrikt v turecké Çanakkalské provincii. Podle sčítání lidu z roku 2000 žije ve městě 28 878 osob, v celém distriktu pak 52 929. Město se rozkládá v nadmořské výšce 129 m n. m.
Celý distrikt je poměrně hornatý, s nejvyššími vrcholy vysokými okolo 1 000 m n. m.